# 皐月賞
皐月賞（）は、日本中央競馬会 (JRA)が中山競馬場で施行する中央競馬の重賞競走（GI）である。「皐」の字が常用漢字外であるため、「さつき賞」と表記されることもある。
正賞は内閣総理大臣賞、日本馬主協会連合会会長賞、中山馬主協会賞。
レース名の「皐月」は旧暦の5月を指す。「皐月賞」に改称された当時は5月の上旬に行われていたが、1952年より4月に繰り上げられている。

## 概要
旧八大競走の1つで、中央競馬における3歳クラシックの第1戦として行われ、最もスピードのある優秀な繁殖馬を選定するためのチャンピオンレースとされている。このため、出走資格は3歳（2000年までは4歳）の牡馬と牝馬に限られ、せん馬（去勢された馬）は出走できない。また、本競走で5着以内の成績を収めた馬には東京優駿（日本ダービー）の優先出走権が与えられる。現在は5着以内の馬に優先出走権が与えられている（1991年〜2017年は4着まで）。
1939年に当時の日本競馬会がイギリスの2000ギニーに範をとり、4歳 (現3歳)牡馬・牝馬限定の競走「横浜農林省賞典四歳呼馬（よこはまのうりんしょうしょうてんよんさいよびうま）」を創設。第1回は横浜競馬場の芝1850メートルで施行された。東京優駿競走・阪神優駿牝馬 (現:優駿牝馬)・京都農林省賞典四歳呼馬 (現:菊花賞)・中山四歳牝馬特別 (現:桜花賞)とともに「五大特殊競走」として位置づけられ、東京優駿競走・京都農林省賞典四歳呼馬とともに日本のクラシック三冠競走を確立した。
1943年からは横浜競馬場の閉鎖に伴い東京競馬場の芝1800メートルで施行、1944年は太平洋戦争の影響により「農商省賞典四歳（のうしょうしょうしょうてんよんさい）」の名称で能力検定競走として施行したが、1945年は中止された。
終戦後の1947年から名称を「農林省賞典（のうりんしょうしょうてん）」に変更。1949年から施行場を中山競馬場の芝1950メートルに変更し名称を「皐月賞」に変更、翌1950年から再び施行距離を芝2000メートル（≒ 1 1/4 miles）に戻し、現在に至っている。
1995年からは指定交流競走とされ、所定の条件を満たした地方競馬所属馬も出走できるようになり、2002年からは外国産馬も出走可能となった。2010年からは外国馬も出走可能な国際競走となった。
東京優駿（日本ダービー）は「最も運のある馬が勝つ」、菊花賞は「最も強い馬が勝つ」と言われているのに対し、皐月賞は「最も速い馬が勝つ」と言われている。

### 国際的評価
世界の競馬開催国は、平地競走については国際セリ名簿基準書においてパートIからパートIIIまでランク分けされており、2014年時点で日本は平地競走が最上位のパートIにランク付けされている。
また、各国の主要な競走は国際的な統一判断基準で評価されており、競馬の競走における距離別の区分法として定着しているSMILE区分によると、皐月賞は「Intermediate (1900m - 2100m)」に分類される。国際競馬統括機関連盟 (IFHA)が公表した年間レースレーティングに基づく「世界のトップ100GIレース」によると、皐月賞は全体の81位(2015年)、36位（2019年）、60位（2020年）、44位（2021年）、15位（2022年）にランキングされた。最新版では12個の日本の競走がランクインしているが、皐月賞の15位は日本の競走の中で最も高い評価であり、「Intermediate (1900m - 2100m)」のカテゴリーからランクインした外国の競走との比較ではドバイワールドカップと同順位、プリンスオブウェールズステークス（13位）に次ぐ評価となっている。

### 競走条件
以下の内容は、2025年現在のもの。
出走資格: サラ系3歳牡馬・牝馬（出走可能頭数：最大18頭）
- JRA所属馬（外国産馬含む）
- 地方競馬所属馬（後述）
- 外国調教馬（優先出走）
負担重量:馬齢（57kg、牝馬2kg減）
- 第1回は牡馬55kg、牝馬53kg。第2回 - 第6回は牡馬57kg、牝馬55.5kg[8]。

出馬投票を行った馬のうち優先出走権のある馬から優先して割り当て、その他の馬は収得賞金の総計が多い順に出走できる。同一順位の馬が多数ある場合には抽選で出走馬を決定する。

### 優先出走権
出馬投票を行った外国馬は、優先出走できる。
JRA所属馬と地方競馬所属馬は、下表のトライアル競走で所定の成績を収めた馬に優先出走権が与えられる。ただし、未出走馬・未勝利馬はトライアル競走で収得賞金を得る（弥生賞ディープインパクト記念・スプリングステークスは2着以内、若葉ステークスは1着）ことで優先出走権が与えられる。
| 競走名                       | 格  | 競馬場     | 距離    | 必要な着順 |
| ---------------------------- | --- | ---------- | ------- | ---------- |
| 弥生賞ディープインパクト記念 | GII | 中山競馬場 | 芝2000m | 3着以内    |
| スプリングステークス         | GII | 中山競馬場 | 芝1800m | 3着以内    |
| 若葉ステークス               | L   | 阪神競馬場 | 芝2000m | 2着以内    |

地方競馬所属馬は上記のトライアル競走で優先出走権を得た馬のほか、JRAの2歳GI競走優勝馬、およびJRAで行われる芝の3歳重賞競走優勝馬にも出走資格が与えられる。
その他の前哨戦
優先出走権の付与はされないが、以下のレースも春の牡馬クラシック路線に繋がるレースとなっている。
| 競走名           | 格   | 競馬場     | 距離    |
| ---------------- | ---- | ---------- | ------- |
| 京成杯           | GIII | 中山競馬場 | 芝2000m |
| きさらぎ賞       | GIII | 京都競馬場 | 芝1800m |
| 共同通信杯       | GIII | 東京競馬場 | 芝1800m |
| 毎日杯           | GIII | 阪神競馬場 | 芝1800m |
| 若駒ステークス   | L    | 京都競馬場 | 芝2000m |
| すみれステークス | L    | 阪神競馬場 | 芝2200m |

### 賞金
2025年の1着賞金は2億円で、以下2着8000万円、3着5000万円、4着3000万円、5着2000万円。

## 歴史

### 年表
- 1939年 - 横浜競馬場の芝1850mで「横浜農林省賞典四歳呼馬」として創設[6]。
- 1943年 - 施行場を東京競馬場の芝1800mに変更。
- 1944年 - 名称を「農商省賞典四歳」に変更し、馬券発売を行わない能力検定競走として行う[6]。
- 1945年 - 太平洋戦争の影響で中止。
- 1947年 - 名称を「農林省賞典」に変更し、距離を芝2000mに変更[6]。
- 1949年 - 名称を「皐月賞」に変更し、施行場を中山競馬場の芝1950mに変更[6]。
- 1950年 - 施行距離を芝2000mに戻す。
- 1963年 - 厩務員労働組合の争議のため、5月に順延して施行。
- 1967年 - 全学共闘会議の争議のため、4月最終週に順延して施行。また同じ理由で延期した京都競馬場での桜花賞と同日施行となり、史上初にして史上唯一の同一日での八大競走開催となった[注 5]。
- 1972年 - 流行性馬インフルエンザの影響で、5月最終週に順延して施行。
- 1974年 - 厩務員労働組合の争議のため、5月に順延して施行。
- 1976年 - 厩務員労働組合の争議のため日程変更が行われる[20]。
- 1984年 - グレード制導入、GI[注 6]に格付け[6]。
- 1995年 - 指定交流競走となり、地方所属馬も出走が可能になる[6]。
- 2001年 - 馬齢表示が国際基準へ変更されたことに伴い、出走条件が「4歳牡馬・牝馬」から「3歳牡馬・牝馬」に変更。
- 2002年 - 外国産馬が2頭まで出走可能となる[9]。
- 2007年 - 日本のパートI国昇格に伴い、格付表記をJpnIに変更[21]。
- 2010年
  - 国際競走に指定。外国調教馬・外国産馬を合わせて最大9頭まで出走可能となる[10]。
  - 格付表記をGI（国際格付）に変更[10]。
- 2011年 - 東北地方太平洋沖地震（東日本大震災）および東京電力福島第一原子力発電所事故の影響で施行日を一週間遅らせた上、施行場を東京競馬場に変更。
- 2013年 - 外国馬の出走枠を9頭までに拡大[22]。
- 2014年 - 「JRA60周年記念」の副称を付けて施行[23]。
- 2020年 - 新型コロナウイルス感染症 (COVID-19)の流行により、「無観客競馬」として実施[24]。
- 2024年 - 負担重量を馬齢表記に変更。

## 歴代優勝馬
コース種別の記載がない距離は、芝コースを表す。優勝馬の馬齢は、2000年以前も現行表記に揃えている。
競走名は第5回まで「横浜農林省賞典四歳呼馬」、第6回は「農商省賞典四歳 (能力検定競走として施行)」、第7回・第8回は「農林省賞典」。
| 回数   | 施行日        | 競馬場 | 距離  | 優勝馬             | 性齢 | タイム   | 優勝騎手   | 管理調教師 | 馬主                                 | 単勝オッズ | 単勝人気 | 1着本賞金   |
| ------ | ------------- | ------ | ----- | ------------------ | ---- | -------- | ---------- | ---------- | ------------------------------------ | ---------- | -------- | ----------- |
| 第1回  | 1939年4月29日 | 横浜   | 1850m | ロツクパーク       | 牡3  | 1:58 4/5 | 稲葉幸夫   | 稲葉秀男   | 伊藤桂藏                             |            | 7        | 7000円      |
| 第2回  | 1940年5月5日  | 横浜   | 1850m | ウアルドマイン     | 牡3  | 2:03 0/5 | 野平省三   | 野平省三   | 杉崎昇                               | 2          |          | 7000円      |
| 第3回  | 1941年3月30日 | 横浜   | 1850m | セントライト       | 牡3  | 1:59 1/5 | 小西喜蔵   | 田中和一郎 | 加藤雄策                             | 1          |          | 7000円      |
| 第4回  | 1942年4月5日  | 横浜   | 1850m | アルバイト         | 牡3  | 1:58 0/5 | 小西喜蔵   | 田中和一郎 | 坂本清五郎                           | 1          |          | 7000円      |
| 第5回  | 1943年4月11日 | 東京   | 1800m | ダイヱレク         | 牡3  | 1:54 1/5 | 中村広     | 中村一雄   | 大橋達雄                             | 3          |          | 7000円      |
| 第6回  | 1944年5月21日 | 東京   | 1800m | クリヤマト         | 牡3  | 2:05 0/5 | 境勝太郎   | 清水茂次   | 栗林友二                             |            | 8000円   |             |
| 第7回  | 1947年5月11日 | 東京   | 2000m | トキツカゼ         | 牝3  | 2:11 1/5 | 佐藤嘉秋   | 大久保房松 | 川口鷲太郎                           | 1          | 6万円    |             |
| 第8回  | 1948年5月16日 | 東京   | 2000m | ヒデヒカリ         | 牝3  | 2:09 1/5 | 蛯名武五郎 | 藤本冨良   | 木村福太郎                           | 6          | 20万円   |             |
| 第9回  | 1949年5月3日  | 中山   | 1950m | トサミドリ         | 牡3  | 2:05 0/5 | 浅野武志   | 望月与一郎 | 斎藤健二郎                           | 1.5        | 1        | 40万円      |
| 第10回 | 1950年5月5日  | 中山   | 2000m | クモノハナ         | 牡3  | 2:11 1/5 | 橋本輝雄   | 鈴木勝太郎 | 北竹清剛                             |            | 4        | 40万円      |
| 第11回 | 1951年5月13日 | 中山   | 2000m | トキノミノル       | 牡3  | 2:03 0/5 | 岩下密政   | 田中和一郎 | 永田雅一                             | [ 注 7 ]   | 1        | 70万円      |
| 第12回 | 1952年4月27日 | 中山   | 2000m | クリノハナ         | 牡3  | 2:06 2/5 | 八木沢勝美 | 尾形藤吉   | 栗林友二                             |            | 4        | 70万円      |
| 第13回 | 1953年4月26日 | 中山   | 2000m | ボストニアン       | 牡3  | 2:04 4/5 | 蛯名武五郎 | 増本勇     | 岡本治一                             | 7          | 80万円   |             |
| 第14回 | 1954年4月18日 | 中山   | 2000m | ダイナナホウシユウ | 牡3  | 2:11 2/5 | 上田三千夫 | 上田武司   | 上田清次郎                           | 2          | 120万円  |             |
| 第15回 | 1955年4月24日 | 中山   | 2000m | ケゴン             | 牡3  | 2:04 0/5 | 野平好男   | 田中和一郎 | 吉川英治                             | 2          | 120万円  |             |
| 第16回 | 1956年4月22日 | 東京   | 2000m | ヘキラク           | 牡3  | 2:05 2/5 | 蛯名武五郎 | 藤本冨良   | 浅井礼三                             | 22.4       | 120万円  | 7           |
| 第17回 | 1957年4月21日 | 中山   | 2000m | カズヨシ           | 牡3  | 2:08 0/5 | 山本勲     | 柴田寛     | 里和カツエ                           | 10.9       | 120万円  | 3           |
| 第18回 | 1958年4月20日 | 中山   | 2000m | タイセイホープ     | 牡3  | 2:04 0/5 | 渡辺正人   | 星川泉士   | 浅野国次郎                           | 43.6       | 120万円  | 8           |
| 第19回 | 1959年4月19日 | 中山   | 2000m | ウイルデイール     | 牡3  | 2:03 3/5 | 渡辺正人   | 星川泉士   | 浅野国次郎                           | 8.0        | 2        | 150万円     |
| 第20回 | 1960年4月17日 | 中山   | 2000m | コダマ             | 牡3  | 2:05.9   | 渡辺正人   | 武田文吾   | 伊藤由五郎                           | 2.6        | 1        | 200万円     |
| 第21回 | 1961年4月16日 | 中山   | 2000m | シンツバメ         | 牡3  | 2:10.1   | 野平好男   | 松田由太郎 | 伊藤由五郎                           | 28.9       | 5        | 400万円     |
| 第22回 | 1962年4月22日 | 中山   | 2000m | ヤマノオー         | 牡3  | 2:04.8   | 古山良司   | 内藤潔     | 山口米吉                             | 124.8      | 13       | 400万円     |
| 第23回 | 1963年5月12日 | 東京   | 2000m | メイズイ           | 牡3  | 2:02.6   | 森安重勝   | 尾形藤吉   | 千明康                               | 3.0        | 2        | 500万円     |
| 第24回 | 1964年4月19日 | 東京   | 2000m | シンザン           | 牡3  | 2:04.1   | 栗田勝     | 武田文吾   | 橋元幸吉                             | 3.6        | 1        | 550万円     |
| 第25回 | 1965年4月18日 | 中山   | 2000m | チトセオー         | 牡3  | 2:05.1   | 湯浅三郎   | 加藤清一   | 野間美治                             | 43.6       | 8        | 650万円     |
| 第26回 | 1966年4月17日 | 中山   | 2000m | ニホンピローエース | 牡3  | 2:07.6   | 田所稔     | 小川佐助   | 小林保                               | 6.8        | 2        | 700万円     |
| 第27回 | 1967年4月30日 | 中山   | 2000m | リユウズキ         | 牡3  | 2:06.6   | 郷原洋行   | 矢倉玉男   | 福井章哉                             | 8.4        | 3        | 1000万円    |
| 第28回 | 1968年5月19日 | 中山   | 2000m | マーチス           | 牡3  | 2:06.3   | 保田隆芳   | 伊藤修司   | 大久保常吉                           | 6.4        | 2        | 1300万円    |
| 第29回 | 1969年4月20日 | 中山   | 2000m | ワイルドモア       | 牡3  | 2:05.2   | 森安重勝   | 尾形藤吉   | 吉原貞敏                             | 2.7        | 1        | 1500万円    |
| 第30回 | 1970年4月12日 | 中山   | 2000m | タニノムーティエ   | 牡3  | 2:07.9   | 安田伊佐夫 | 島崎宏     | 谷水信夫                             | 2.6        | 1        | 1700万円    |
| 第31回 | 1971年5月2日  | 中山   | 2000m | ヒカルイマイ       | 牡3  | 2:03.7   | 田島良保   | 谷八郎     | 岡達雄                               | 11.7       | 4        | 2000万円    |
| 第32回 | 1972年5月28日 | 中山   | 2000m | ランドプリンス     | 牡3  | 2:03.5   | 川端義雄   | 高橋直     | 木村善一                             | 9.7        | 3        | 2300万円    |
| 第33回 | 1973年4月15日 | 中山   | 2000m | ハイセイコー       | 牡3  | 2:06.7   | 増沢末夫   | 鈴木勝太郎 | （株）ホースマンクラブ               | 2.7        | 1        | 2600万円    |
| 第34回 | 1974年5月3日  | 東京   | 2000m | キタノカチドキ     | 牡3  | 2:01.7   | 武邦彦     | 服部正利   | 初田豊                               | 1.8        | 1        | 3000万円    |
| 第35回 | 1975年4月13日 | 中山   | 2000m | カブラヤオー       | 牡3  | 2:02.5   | 菅原泰夫   | 茂木為二郎 | 加藤よし子                           | 3.1        | 1        | 3200万円    |
| 第36回 | 1976年4月25日 | 東京   | 2000m | トウショウボーイ   | 牡3  | 2:01.6   | 池上昌弘   | 保田隆芳   | トウショウ産業（株）                 | 3.6        | 2        | 3500万円    |
| 第37回 | 1977年4月17日 | 中山   | 2000m | ハードバージ       | 牡3  | 2:05.1   | 福永洋一   | 伊藤雄二   | 吉嶺一徳                             | 20.1       | 8        | 3700万円    |
| 第38回 | 1978年4月16日 | 中山   | 2000m | ファンタスト       | 牡3  | 2:04.3   | 柴田政人   | 高松三太   | 伊達秀和                             | 6.4        | 3        | 3800万円    |
| 第39回 | 1979年4月15日 | 中山   | 2000m | ビンゴガルー       | 牡3  | 2:02.3   | 小島太     | 久保田彦之 | （有）芦屋                           | 8.5        | 3        | 3800万円    |
| 第40回 | 1980年4月13日 | 中山   | 2000m | ハワイアンイメージ | 牡3  | 2:10.2   | 増沢末夫   | 鈴木勝太郎 | （株）大関                           | 7.7        | 4        | 4200万円    |
| 第41回 | 1981年4月12日 | 中山   | 2000m | カツトップエース   | 牡3  | 2:04.9   | 大崎昭一   | 菊池一雄   | 勝本正男                             | 93.6       | 16       | 4600万円    |
| 第42回 | 1982年4月18日 | 中山   | 2000m | アズマハンター     | 牡3  | 2:02.5   | 中島啓之   | 仲住芳雄   | （株）東牧場                         | 8.4        | 3        | 4900万円    |
| 第43回 | 1983年4月17日 | 中山   | 2000m | ミスターシービー   | 牡3  | 2:08.3   | 吉永正人   | 松山康久   | 千明牧場                             | 3.2        | 1        | 5100万円    |
| 第44回 | 1984年4月15日 | 中山   | 2000m | シンボリルドルフ   | 牡3  | 2:01.1   | 岡部幸雄   | 野平祐二   | シンボリ牧場                         | 1.9        | 1        | 5500万円    |
| 第45回 | 1985年4月14日 | 中山   | 2000m | ミホシンザン       | 牡3  | 2:02.1   | 柴田政人   | 田中朋次郎 | 堤勘時                               | 3.9        | 1        | 5700万円    |
| 第46回 | 1986年4月13日 | 中山   | 2000m | ダイナコスモス     | 牡3  | 2:02.1   | 岡部幸雄   | 沢峰次     | （有）社台レースホース               | 13.8       | 5        | 5900万円    |
| 第47回 | 1987年4月19日 | 中山   | 2000m | サクラスターオー   | 牡3  | 2:01.9   | 東信二     | 平井雄二   | （株）さくらコマース                 | 5.6        | 2        | 6500万円    |
| 第48回 | 1988年4月17日 | 東京   | 2000m | ヤエノムテキ       | 牡3  | 2:01.3   | 西浦勝一   | 荻野光男   | （有）富士                           | 25.2       | 9        | 7000万円    |
| 第49回 | 1989年4月16日 | 中山   | 2000m | ドクタースパート   | 牡3  | 2:05.2   | 的場均     | 柄崎孝     | 松岡悟                               | 7.9        | 3        | 7500万円    |
| 第50回 | 1990年4月15日 | 中山   | 2000m | ハクタイセイ       | 牡3  | 2:02.2   | 南井克巳   | 布施正     | 渡辺重夫                             | 5.6        | 3        | 8300万円    |
| 第51回 | 1991年4月14日 | 中山   | 2000m | トウカイテイオー   | 牡3  | 2:01.8   | 安田隆行   | 松元省一   | 内村正則                             | 2.1        | 1        | 9000万円    |
| 第52回 | 1992年4月19日 | 中山   | 2000m | ミホノブルボン     | 牡3  | 2:01.4   | 小島貞博   | 戸山為夫   | （有）ミホノインターナショナル       | 1.4        | 1        | 9600万円    |
| 第53回 | 1993年4月18日 | 中山   | 2000m | ナリタタイシン     | 牡3  | 2:00.2   | 武豊       | 大久保正陽 | 山路秀則                             | 9.2        | 3        | 9600万円    |
| 第54回 | 1994年4月17日 | 中山   | 2000m | ナリタブライアン   | 牡3  | 1:59.0   | 南井克巳   | 大久保正陽 | 山路秀則                             | 1.6        | 1        | 9600万円    |
| 第55回 | 1995年4月16日 | 中山   | 2000m | ジェニュイン       | 牡3  | 2:02.5   | 岡部幸雄   | 松山康久   | （有）社台レースホース               | 6.9        | 3        | 9700万円    |
| 第56回 | 1996年4月14日 | 中山   | 2000m | イシノサンデー     | 牡3  | 2:00.7   | 四位洋文   | 山内研二   | （有）イシノ                         | 6.1        | 4        | 9700万円    |
| 第57回 | 1997年4月13日 | 中山   | 2000m | サニーブライアン   | 牡3  | 2:02.0   | 大西直宏   | 中尾銑治   | 宮崎守保                             | 51.8       | 11       | 9700万円    |
| 第58回 | 1998年4月19日 | 中山   | 2000m | セイウンスカイ     | 牡3  | 2:01.3   | 横山典弘   | 保田一隆   | 西山正行                             | 5.4        | 2        | 9700万円    |
| 第59回 | 1999年4月18日 | 中山   | 2000m | テイエムオペラオー | 牡3  | 2:00.7   | 和田竜二   | 岩元市三   | 竹園正繼                             | 11.1       | 5        | 9700万円    |
| 第60回 | 2000年4月16日 | 中山   | 2000m | エアシャカール     | 牡3  | 2:01.8   | 武豊       | 森秀行     | （株）ラッキーフィールド             | 3.4        | 2        | 9700万円    |
| 第61回 | 2001年4月15日 | 中山   | 2000m | アグネスタキオン   | 牡3  | 2:00.3   | 河内洋     | 長浜博之   | 渡辺孝男                             | 1.3        | 1        | 9700万円    |
| 第62回 | 2002年4月14日 | 中山   | 2000m | ノーリーズン       | 牡3  | 1:58.5   | B.ドイル   | 池江泰郎   | 前田晋二                             | 115.9      | 15       | 9700万円    |
| 第63回 | 2003年4月20日 | 中山   | 2000m | ネオユニヴァース   | 牡3  | 2:01.2   | M.デムーロ | 瀬戸口勉   | （有）社台レースホース               | 3.6        | 1        | 9700万円    |
| 第64回 | 2004年4月18日 | 中山   | 2000m | ダイワメジャー     | 牡3  | 1:58.6   | M.デムーロ | 上原博之   | 大和商事（株）                       | 32.2       | 10       | 9700万円    |
| 第65回 | 2005年4月17日 | 中山   | 2000m | ディープインパクト | 牡3  | 1:59.2   | 武豊       | 池江泰郎   | 金子真人                             | 1.3        | 1        | 9700万円    |
| 第66回 | 2006年4月16日 | 中山   | 2000m | メイショウサムソン | 牡3  | 1:59.9   | 石橋守     | 瀬戸口勉   | 松本好雄                             | 14.5       | 6        | 9700万円    |
| 第67回 | 2007年4月15日 | 中山   | 2000m | ヴィクトリー       | 牡3  | 1:59.9   | 田中勝春   | 音無秀孝   | 近藤英子                             | 17.3       | 7        | 9700万円    |
| 第68回 | 2008年4月20日 | 中山   | 2000m | キャプテントゥーレ | 牡3  | 2:01.7   | 川田将雅   | 森秀行     | （有）社台レースホース               | 17.1       | 7        | 9700万円    |
| 第69回 | 2009年4月19日 | 中山   | 2000m | アンライバルド     | 牡3  | 1:58:7   | 岩田康誠   | 友道康夫   | （有）サンデーレーシング             | 6.1        | 3        | 9700万円    |
| 第70回 | 2010年4月18日 | 中山   | 2000m | ヴィクトワールピサ | 牡3  | 2:00.8   | 岩田康誠   | 角居勝彦   | 市川義美                             | 2.3        | 1        | 9700万円    |
| 第71回 | 2011年4月24日 | 東京   | 2000m | オルフェーヴル     | 牡3  | 2:00.6   | 池添謙一   | 池江泰寿   | （有）サンデーレーシング             | 10.8       | 4        | 9700万円    |
| 第72回 | 2012年4月15日 | 中山   | 2000m | ゴールドシップ     | 牡3  | 2:01.3   | 内田博幸   | 須貝尚介   | 小林英一                             | 7.1        | 4        | 9700万円    |
| 第73回 | 2013年4月14日 | 中山   | 2000m | ロゴタイプ         | 牡3  | 1:58.0   | M.デムーロ | 田中剛     | 吉田照哉                             | 3.7        | 1        | 9700万円    |
| 第74回 | 2014年4月20日 | 中山   | 2000m | イスラボニータ     | 牡3  | 1:59.6   | 蛯名正義   | 栗田博憲   | （有）社台レースホース               | 5.1        | 2        | 9700万円    |
| 第75回 | 2015年4月19日 | 中山   | 2000m | ドゥラメンテ       | 牡3  | 1:58.2   | M.デムーロ | 堀宣行     | （有）サンデーレーシング             | 4.6        | 3        | 9700万円    |
| 第76回 | 2016年4月17日 | 中山   | 2000m | ディーマジェスティ | 牡3  | 1:57.9   | 蛯名正義   | 二ノ宮敬宇 | 嶋田賢                               | 30.9       | 8        | 1億円       |
| 第77回 | 2017年4月16日 | 中山   | 2000m | アルアイン         | 牡3  | 1:57.8   | 松山弘平   | 池江泰寿   | （有）サンデーレーシング             | 22.4       | 9        | 1億円       |
| 第78回 | 2018年4月15日 | 中山   | 2000m | エポカドーロ       | 牡3  | 2:00.8   | 戸崎圭太   | 藤原英昭   | （株）ヒダカ・ブリーダーズ・ユニオン | 14.5       | 7        | 1億1000万円 |
| 第79回 | 2019年4月14日 | 中山   | 2000m | サートゥルナーリア | 牡3  | 1:58.1   | C.ルメール | 角居勝彦   | （有）キャロットファーム             | 1.7        | 1        | 1億1000万円 |
| 第80回 | 2020年4月19日 | 中山   | 2000m | コントレイル       | 牡3  | 2:00.7   | 福永祐一   | 矢作芳人   | 前田晋二                             | 2.7        | 1        | 1億1000万円 |
| 第81回 | 2021年4月18日 | 中山   | 2000m | エフフォーリア     | 牡3  | 2:00.6   | 横山武史   | 鹿戸雄一   | （有）キャロットファーム             | 3.7        | 2        | 1億1000万円 |
| 第82回 | 2022年4月17日 | 中山   | 2000m | ジオグリフ         | 牡3  | 1:59.7   | 福永祐一   | 木村哲也   | （有）サンデーレーシング             | 9.1        | 5        | 1億5000万円 |
| 第83回 | 2023年4月16日 | 中山   | 2000m | ソールオリエンス   | 牡3  | 2:00.6   | 横山武史   | 手塚貴久   | （有）社台レースホース               | 5.2        | 2        | 2億円       |
| 第84回 | 2024年4月14日 | 中山   | 2000m | ジャスティンミラノ | 牡3  | 1:57.1   | 戸崎圭太   | 友道康夫   | 三木正浩                             | 4.8        | 2        | 2億円       |
| 第85回 | 2025年4月20日 | 中山   | 2000m | ミュージアムマイル | 牡3  | 1:57.0   | J.モレイラ | 高柳大輔   | （有）サンデーレーシング             | 10.6       | 3        | 2億円       |

## 皐月賞の記録
- レースレコード - 1:57.0(第85回優勝馬ミュージアムマイル)[27]
  - 優勝タイム最遅記録 - 2:11 2/5（第14回優勝馬ダイナナホウシユウ）[注 8]
- 最多優勝騎手 - 4勝
  - ミルコ・デムーロ（第63回・第64回・第73回・第75回）[注 9]
- 最多優勝調教師 - 4勝
  - 田中和一郎（第3回・第4回・第11回・第15回）[注 10][注 11]
- 最多優勝馬主 - 6勝
  - （有）社台レースホース（第46回・第55回・第63回・第68回・第74回・第83回）
  - （有）サンデーレーシング（第69回・第71回・第75回・第77回・第82回・第85回）
- 最多勝利種牡馬 - 7勝
  - サンデーサイレンス（第55回・第56回・第60回・第61回・第63回・第64回・第65回）
- 最年少勝利騎手 - 和田竜二（第59回・21歳9ヶ月27日）
- 親子制覇
  - トウショウボーイ - ミスターシービー
  - シンザン - ミホシンザン
  - ハイセイコー - ハクタイセイ
  - シンボリルドルフ - トウカイテイオー
  - アグネスタキオン - キャプテントゥーレ
  - ネオユニヴァース - アンライバルド・ヴィクトワールピサ
  - ディープインパクト - ディーマジェスティ・アルアイン・コントレイル
  - オルフェーヴル - エポカドーロ

- 兄弟制覇
  - セントライト・アルバイト・トサミドリ（フリッパンシー産駒）
  - コダマ・シンツバメ（シラオキ産駒）
- 騎手・調教師の両方で優勝
  - 野平省三（第2回(調騎兼任)）、保田隆芳（第28回、第36回）